# Aktaš (fiume)
L'Aktaš (in russo Акташ?; in lingua cumucca: Акъташ; in ceceno: Гӏурий; in lingua avara: Ахчи) è un fiume della Russia europea meridionale, affluente del Sulak. Scorre nei rajon Kazbekovskij e Chasavjurtovskij del Daghestan. Il corso inferiore nelle cronache russe è conosciuto come Kazma.

## Descrizione
Il fiume proviene da sorgenti sul versante nord-orientale della dorsale Sujasi-Meėr, uno sperone della catena Andijskij. La lunghezza del fiume è di 156 km, per un terzo è un fiume di montagna. L'area del suo bacino è di 3 390 km². La direzione generale del fiume è meridionale, da sud a nord. La foce del fiume è cambiata più volte poiché il fiume straripava, formando numerose pianure alluvionali e paludi. Negli anni di piena, le acque del fiume raggiungevano la baia di Agrachan, la foce si trovava nella zona del villaggio di Novaja Kosa. Per drenare le pianure alluvionali, fu costruito un canale attraverso il quale le acque del fiume venivano scaricate nel corso inferiore del fiume Terek. Successivamente fu costruito il cosiddetto tratto Aktaš, un canale attraverso il quale le acque dei fiumi Aksaj e Aktaš vengono scaricate nel fiume Sulak vicino al villaggio di Jazykovka.